# عملية ماتسوفا
كانت عملية ماتسوفا عملية مسلحة فلسطينية وقعت يوم 12 مارس 2002 حيث قام 2 من نشاطي الجهاد الإسلامي بالتسلل إلى إسرائيل من لبنان وفتحوا النار على المركبات التي تسير على طريق شلومي-ماتسوفا. وقتل 5 إسرائيليين في العملية وجرح واحد.

## العملية
في 12 مارس 2002 عبر 2 من ناشطي الجهاد الإسلامي الحدود، ووصلوا إلى جبل يطل على طريق شلومي-ماتسوفا، وبدأوا باستعمال أسلحة صغيرة ورمي قنابل يدوية باتجاه المركبات التي كانت تسير على الطريق، بما فيها حافلة ركاب.
قُتل خمسة إسرائيليين وضابط في الجيش الإسرائيلي وجُرح أحد أعضاء كيبوتس ماتسوفا.
قُتل المنفذين أثناء الاشتباك مع القوات الإسرائيلية.

### القتلى
| - لينه ليفنه، 49، من كيبوتس حنيتا - الملازم غيرمان روجياكوف، 25، من كريات شمونة - يهوديت كوهن، 33، من شلومي | - أليكسي كوتمان، 29، من كيبوتس بيت هشيتا - عوفر كانرنيك، 44، من موشاف بيتسيت - أتارا ليفنه، 15، من كيبوتس حنيتا |

## المنفذون
في البداية اعتقد مسؤولو المخابرات الإسرائيلية أن الهجوم مدبر من حزب الله، على الرغم من أن حزب الله لم يؤكد ذلك. بعد توقيع اتفاقية تجارية بين لبنان والاتحاد الأوروبي عام 2002، وافق حزب الله على عدم تنفيذ أي هجوم عبر الحدود الدولية بين إسرائيل ولبنان. في 2004، أعلن الجهاد الإسلامي مسؤوليته عن الهجوم. وفي مايو 2006، أغتيل محمد المجذوب، القيادي اللبناني في حركة الجهاد الإسلامي في فلسطين آنذاك، بعد تفخيخ سيارته. كانت هناك تكهنات بأن اغتياله جاء رداً على عملية ماتسوفا، لكن إسرائيل لم تعلن مسؤوليتها عن اغتيال المجذوب.

## روابط خارجية
- MIDEAST TURMOIL: LEBANON FRONT; Fatal Attack Shatters Israeli Border Town's Calm - نشر في نيويورك تايمز يوم 14 مارس 2002
- Mother, daughter from Kibbutz Hanita among ambush victims نسخة محفوظة 6 نوفمبر 2012 على موقع واي باك مشين. - نشر في جيروزاليم بوست يوم 13 مارس 2002
- Terrorists slay 6 in Galilee attack. Area residents confined to homes نسخة محفوظة 6 نوفمبر 2012 على موقع واي باك مشين. - نشر في جيروزاليم بوست يوم 13 مارس 2002